# Boucle du Mouhoun

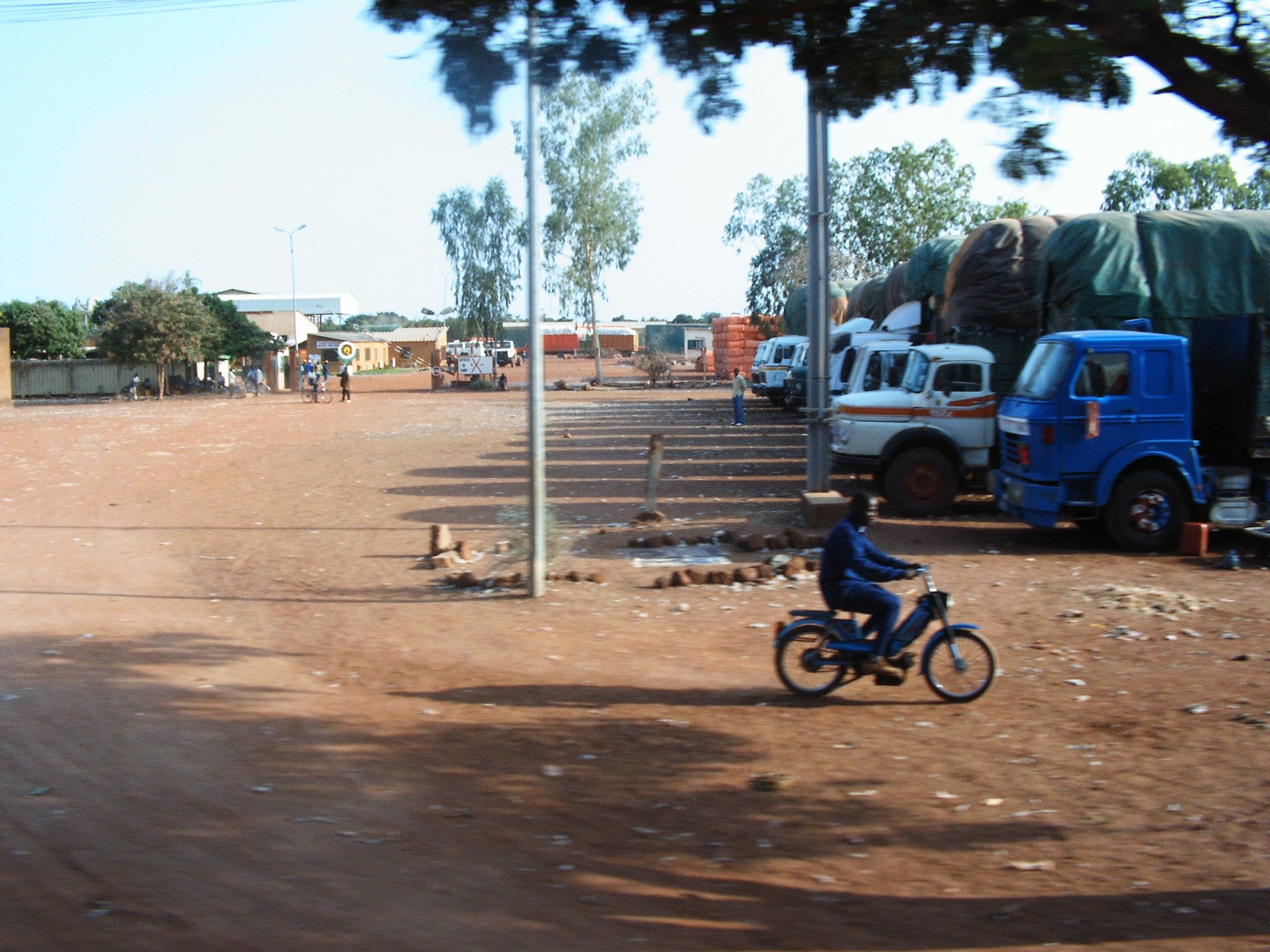
Camiões carregados de algodão em Dédougou

A Boucle du Mouhoun, em português Meandro do Volta Negro, é uma das treze regiões administrativas de Burquina Fasso criadas em 2 de julho de 2001. A sua capital é a cidade de Dédougou.

## Províncias
A região é constituída por seis províncias:
- Balé
- Banwa
- Kossi
- Mouhoun
- Nayala
- Sourou

## Demografia
| 1985    | 1996      | 2006      |
| 911 736 | 1 174 456 | 1 442 749 |